# Rosalie (película de 2024)
Rosalie es una película francobelga dirigida por Stéphanie Di Giusto y estrenada en 2024. Está inspirada en la vida de Clémentine Delait, famosa barbuda francesa de principios del siglo XX.
Se presentó en la categoría Una cierta mirada del Festival de Cine de Cannes 2023, compitiendo por la Palma Queer. 

## Argumento
1870. Rosalie es una joven que esconde un secreto, es una mujer con barba. Para evitar ser rechazada, se obliga a afeitarse. Abel, dueño de un café y endeudado, se casa con ella por su dote sin conocer el secreto de su prometida.

## Ficha técnica
- Título original: Rosalie
- Realización: Stephanie Di Giusto
- Guion: adaptación y diálogos de Stéphanie Di Giusto y Sandrine Le Coustumer-
- Música: Hania Rani
- Decorados: Laurent Ott
- Fotografía: Christos Voudouris
- Montaje: Nassim Gordji Tehrani
- Productoras: Trésor Films, en coproducción con Gaumont (Francia) y Artémis Productions (Bélgica)
- Distribuidoras: Gaumont (Francia); AZ Films (Quebec), Athena Films (Bélgica), JMH Distributions SA (Suiza francófona)
- País de producción: Francia y Bélgica
- Idioma original: Francés
- Formato: color
- Género: drama histórico
- Duración: 115 minutes

## Reparto
- Nadia Tereszkiewicz: Rosalía Deluc
- Benoît Magimel: Abel Deluc
- Benjamín Biolay: Barcelona
- Guillaume Gouix: Roca
- Gustave Kervern: Paul, el padre de Rosalía
- Anna Biolay: Juana

## Rodaje
El rodaje comenzó el 6 de octubre de 2022 en Bretaña, en Forges des Salles (Kreiz Breizh), en Duault ( Côtes-d'Armor ) para la mansión Rosviliou transformada en orfanato  y en Concarneau (Finisterre) para el castillo de Kériolet en beneficio de la sala de guardia, donde se celebra el banquete. La escena reunió a unos cincuenta extras bretones. El rodaje finalizó a principios de diciembre del mismo año.

## Premios
- Festival de cine francófono de Angulema 2023: Premio a la mejor actriz a Nadia Tereszkiewicz [10]
- Festival de Cine de Cannes 2023 en la sección Una cierta mirada: Palma Queer. [11]